# Сподње Гамељне
Сподње Гамељне (словен. Spodnje Gameljne) је насељено место у оквиру градске општине Љубљана, Средњесловенска регија, Словенија.

## Историја
До територијалне реорганизације у Словенији били су у саставу града Љубљане, односно старе општине Шишка.

## Становништво
На попису становништва из 2021. године, Сподње Гамељне је имало 610 становника.
| Број становника према пописима | Број становника према пописима | Број становника према пописима | Број становника према пописима |
| ------------------------------ | ------------------------------ | ------------------------------ | ------------------------------ |
| 1991                           | 2002                           | 2011                           | 2021                           |
| 499                            | 572                            | 581                            | 610                            |

## Галерија
- мост на Гамељшчици
- капелица